# Метрополен град Торино
Метрополен град Торино (на италиански: Città metropolitana di Torino) е метрополен град на Регион Пиемонт, Северна Италия. Той е най-големият от 14-те метрополни града на Италия по площ и на първо място по брой общини (312), както и единственият, който граничи с чужда държава (Франция).
От 1 януари 2015 г. Метрополен град Торино е наследник на Провинция Торино. Това е постановено чрез Закон №56 от 7 април 2014 г. (Закон Делрио), който определя 10-те метрополни града в регионите с обикновен статут, чиито територии съвпадат с тези на предходните провинции.
Към 1 януари 2023 г. площта му е 6826,91 км², а населението – 2 198 237 души, от които 209 476 са чужди граждани. Към 1 януари 2022 г. в Пиемонт постоянно местожителство имат и 435 български граждани.

Към 1 май 2023 г. включва 312 общини и негов административен център е град Торино.

## География
Метрополен град Торино граничи на север с регион Вале д'Аоста, на изток с провинциите Биела, Верчели, Алесандрия и Асти, на юг с провинция Кунео и на запад с Франция (департамент Савоа в регион Оверн-Рона-Алпи и департамент Отз Алп в регион Прованс-Алпи-Лазурен бряг).
Състои се от планинска част на запад и север на границата с Франция и с автономен регион Вале д'Аоста, и от равнинна или хълмиста част в южната и източната част.
В планинския дял са разположени част от Котските Алпи, от Грайските Алпи и в по-малка степен – от Пенинските Алпи.
От вододела на френската граница долините са подредени от запад на изток. Те попадат на територията на Метрополния град по цялата им дължина, с изключение на няколко ивици издигнати територии в близост до съвременната държавна граница, дадени на Франция след Парижкия мирен договор между Италия и Съюзническите сили през 1947 г. (Вале Стрета и Коле дел Монченизио са най-значимите от тях).
Най-високата точка на Метрополен град Торино е връх Рок (Torrione del Roc) (4026 м), който е част от Масива Гран Парадизо в Грайските Алпи, на границата с регион Вале д'Аоста.
Територията е набраздена от най-голямата река в Италия – По и от много от левите ѝ притоци. По, която извира в провинция Кунео, влиза в Торино от южна посока. След като преминава през града, тя започва да тече на изток и се насочва към провинция Верчели. Основните ѝ леви притоци, в реда, в който я подхранват, са: Пеличе (и притокът му Кизоне), Кизола, Сангоне, Дора Рипария, Стура ди Ланцо, Малоне, Орко, Дора Балтеа и Агоня. Единствените притоци от дясно са Тепиче, Бана и Рио ди Вале Маджоре.

### Защитени територии
На територията на Метрополен град Торино са разположени редица регионални и провинциални паркове, регионални резервати, както и най-старият национален парк в Италия – Гран Парадизо.

#### Регионални паркове
- Природен парк „Лаги ди Авиляна“ (Parco naturale dei Laghi di Avigliana)
- Природен парк „Гран Боско ди Салбертранд“ (Parco naturale del Gran Bosco di Salbertrand)
- Природен парк „Колина ди Суперга“ (Parco naturale della Collina di Superga)
- Природен парк „Вал Трончеа“ (Parco naturale della Val Troncea)
- Природен парк „Ступиниджи“ (Parco naturale di Stupinigi)
- Природен парк „Орсиера-Рочаврè“ (Parco naturale Orsiera-Rocciavrè)
- Природен парк „Ла Мандрия“ и Парк на Дяволския мост в Ланцо Торинезе (Parco regionale La Mandria e Parco del Ponte del Diavolo di Lanzo Torinese)
- Речен парк „По“ (Parco Fluviale del Po)

#### Регионални резервати
- Резерват „Мадона дела Неве сул Монте Лера“ (Riserva naturale della Madonna della Neve sul Monte Lera)
- Резерват „Вауда“ (Riserva naturale della Vauda)
- Резерват „Боско дел Вай“ (Riserva naturale del Bosco del Vaj)
- Резерват „Сакро Монте ди Белмонте“ (Riserva naturale speciale del Sacro Monte di Belmonte)
- Резерват „Оридо ди Кианоко“ (Riserva naturale dell'Orrido di Chianocco)
- Резерват “Монти Пелати е Торе Чивес“ (Riserva naturale dei Monti Pelati e Torre Cives)
- Резерват „Оридо ди Форесто“ (Riserva naturale dell'Orrido di Foresto)

#### Провинциални паркове
- Природен парк „Лаго ди Кандия“ (Parco naturale del Lago di Candia)
- Природен парк „Монте Сан Джорджо“ (Parco naturale del Monte San Giorgio)
- Природен парк „Монте Тре Денти – Фредур“ (Parco naturale del Monte Tre Denti – Freidour)
- Природен парк „Конка Чаланча“ (Parco naturale di Conca Cialancia)
- Природен парк „Коле дел Лис“ (Parco naturale del Colle del Lys)
- Природен парк „Рока ди Кавур“ (Parco naturale della Rocca di Cavour)
- Природен парк на Петте езера на Ла Сера ди Ивреа (Parco naturale dei Cinque Laghi della Serra di Ivrea)
- Оази ди Баран и Ботаническа градина „Пейронел“ (Oasi del Barant e Giardino Botanico Peyronel)

## Ръководни органи

### Метрополен кмет
Метрополният кмет (Sindaco Metropolitano) е законен представител на Метрополен град Торино и по право е кмет на главния град Торино. Той може да назначава заместник-кмет и да възлага правомощия на членовете на Управителния съвет с цел споделяне на изпълнителната власт на принципа на колегиалността.
Кметът не е свързан с отношение на доверие към Метрополния съвет, а техните отношения се регулират от Устава.
Той има надзорни задължения по отношение на функционирането на службите.
От 30 октомври 2021 г. метрополен кмет е Стефано Ла Русо (Stefano Lo Russo), представител на Демократическата партия (PD).

### Метрополен съвет
Метрополният съвет (Consiglio Metropolitano) е управляващият и контролен орган, предлага Устава и измененията му на Метрополната конференция, одобрява регламенти, планове и програми. Одобрява или приема всеки друг акт, представен му от Метрополния кмет. По предложение на Метрополния кмет Съветът приема бюджетните форми, които да внесе за становище пред Метрополната конференция.
Той е съставен от 18 съветници (към които се прибавя и кметът), и остава на поста си 5 години, но се разпуска във връзка с подновяването на Общинския съвет на Торино. Той трябва да бъде преизбран в рамките на 60 дни от провъзгласяването на новия кмет на Торино.
Съветът има косвено демократично представителство, получено чрез избори от втора степен от страна на електората, представляван от действащите кметове и общински съветници. Избирателната система е многомандатна с конкуриращи се списъци и мажоритарен избирателен район, с възможност за изразяване до едно предпочитание и пропорционално разпределение на местата.
Подобно на кмета Метрополният съвет не получава заплащане за службата си.

### Метрополна конференция
Метрополната конференция (Conferenza Metropolitana)е орган за консултации и предложения, в който влизат Метрополния кмет и всички кметове на общините, принадлежащи към Метрополния град. Законът предвижда този орган да взима решения с „двойно мнозинство“ за одобрение и промени на Статута, и да дава становища в процеса на приемане на бюджета. Допълнителни правомощия могат да бъдат определяни от Устава (Statuto). 
Участието в Метрополната конференция не се заплаща.

## Население и административно деление

### Население
Към 1 януари 2023 г. Метрополен град Торино е на 4-то място от 14-те метрополни града в Италия по население – 2 198 237 души. Общините с над 30-хил. население са:
|     | Община          | Население | Българи (към 1 януари 2022 г.) |
| --- | --------------- | --------- | ------------------------------ |
| 1.  | Торино          | 841 600   | 218                            |
| 2.  | Монкалиери      | 56 117    | 19                             |
| 3.  | Коленьо         | 48 340    | 4                              |
| 4.  | Риволи          | 47 147    | 6                              |
| 6.  | Никелино        | 46 244    | 8                              |
| 5.  | Сетимо Торинезе | 45 840    | 5                              |
| 7.  | Груляско        | 36 896    | 6                              |
| 8.  | Киери           | 35 883    | 5                              |
| 9.  | Пинероло        | 35 418    | 0                              |
| 10. | Венария Реале   | 32 288    | 2                              |

### Административно деление
Към 1 януари 2023 г. територията на Метрополен град Торино обхваща 312 общини и е разделена на 11 хомогенни зони, за които на 1 април 2015 г. Метрополният съвет гласува единодушно след одобряване на предложението на компетентната по въпроса комисия. Четири от зоните са в Метрополния район на Торино, а останалите седем – в планинските, хълмистите и низинните райони извън него. 
Хомогенните зони на Метрополен град Торино са:
- В района на град Торино:
  - Зона 1 Град Торино: 1 община
  - Зона 2 Метрополен район Торино Запад: 14 общини: Алпиняно, Бутилиера Алта, Коленьо, Друенто, Груляско, Пианеца, Реано, Риволи, Роста, Сан Джилио, Сангано, Трана, Венария Реале и Виларбасе
  - Зона 3 Метрополен район Торино Юг: 18 общини: Бейнаско, Бруино, Кандиоло, Кариняно, Кастаньоле Пиемонте, Ла Лоджа, Монкалиери, Никелино, Ноне, Орбасано, Панкалиери, Пиосаско, Пиобези Торинезе, Ривалта ди Торино, Трофарело, Виново, Вирле Пиемонте и Волвера
  - Зона 4 Метрополен район Торино Север: 8 общини: Боргаро Торинезе, Казеле Торинезе, Леини, Мапано, Сан Бениньо Канавезе, Сан Мауро Торинезе, Сетимо Торинезе и Волпиано
- На територията:
  - Зона 5 Район Пинероло: 45 общини: Айраска, Ангроня, Бибиана, Бобио Пеличе, Брикеразио, Буриаско, Кампильоне Фениле, Канталупа, Кавур, Черченаско, Кумиана, Фенестреле, Фросаско, Гарциляна, Инверсо Пинаска, Лузерна Сан Джовани, Лузернета, Мачело, Масело, Озаско, Пероза Арджентина, Переро, Пинаска, Пинероло, Пишина, Помарето, Порте, Праджелато, Прали, Прамоло, Праростино, Ролето, Рорà, Руре, Салца ди Пинероло, Сан Джермано Кизоне, Сан Пиетро Вал Лемина, Сан Секондо ди Пинероло, Скаленге, Торе Пеличе, Усо, Вигоне, Вилафранка Пиемонте, Вилар Пеличе, Вилар Пероза
  - Зона 6 Вал ди Суза и Вал Сангоне: 40 общини: Алмезе, Авиляна, Бардонекия, Боргоне Суза, Брудзоло, Бусолено, Каприе, Казелете, Чезана Ториензе, Кианоко, Киомонте, Киуза ди Сан Микеле, Клавиере, Коаце, Кондове, Ексилес, Джальоне, Джавено, Гравере, Матие, Меана ди Суза, Момпантеро, Монченизио, Новалеза, Улкс, Рубиана, Салбертранд, Сан Дидеро, Сан Джорио ди Суза, Сант'Амброджо ди Торино, Сант'Антонио ди Суза, Саузе ди Чезана, Саузе д'Улкс, Сестриере, Суза, Вайе, Валджойе, Венаус, Вилар Дора, Виларфокиардо.
  - Зона 7 Район Чирие и Вали ди Ланцо: 40 общини: Ала ди Стура, Баланджеро, Балме, Барбания, Кафасе, Кантойра, Черес, Киаламберто, Чириè, Коасоло Торинезе, Корио, Фиано, Фронт, Джерманяно, Дживолето, Гроскавало, Гросо, Ла Каса, Ланцо Торинезе, Лемие, Ломбардоре, Мати, Медзениле, Монастеро ди Ланцо, Ноле, Песинето, Ривароса, Робасомеро, Рока Канавезе, Сан Карло Канавезе, Сан Франческо ал Кампо, Сан Маурицио Канавезе, Травес, Усельо, Вал дела Торе, Вало Торинезе, Вауда Канавезе, Варизела, Валанова Канавезе, Виу
  - Зона 8 Западно Канавезе: 46 общини: Алиè, Алпете, Байро, Балдисеро Канавезе, Борджало, Босконеро, Бузано, Канискио, Кастеламонте, Кастелнуово Нигра, Черезоле Реале, Киезануова, Чиконио, Чинтано, Колерето Кастелнуово, Кучельо, Куорнè, Фаврия, Фелето, Форно Канавезе, Фрасинето, Ингрия, Левоне, Локана, Лузилиè, Одзеня, Пертузио, Понт Канавезе, Праскорсано, Пратильоне, Рибордоне, Ривара, Ривароло Канавезе, Ронко Канавезе, Саласа, Сан Коломбано Белмонте, Сан Джорджо Канавезе, Сан Джусто Канавезе, Ноаска, Олянико, Сан Понсо, Спароне, Торе Канавезе, Валперга, Валпрато Соана, Виалфрè
  - Зона 9 Район Ивреа: 54 общини: Албиано д'Ивреа, Андрате, Адзельо, Банкете, Бароне Канавезе, Боленго, Боргофранко д'Ивреа, Боргомазино, Бросо, Буроло, Кандия Канавезе, Каравино, Карема, Кашинете д'Ивреа, Киаверано, Колерето Джакоза, Косано Канавезе, Фиорано Канавезе, Исильо, Ивреа, Лесоло, Лоранцè, Мальоне, Мерченаско, Монталенге, Монталто Дора, Номальо, Палацо Канавезе, Парела, Павоне Канавезе, Пероза Канавезе, Пивероне, Орио Канавезе, Куалюцо, Куасоло, Куинчинето, Романо Канавезе, Руельо, Салерано Канавезе, Самоне, Сан Мартино Канавезе, Скарманьо, Сетимо Ротаро, Сетимо Витоне, Страмбинело, Страмбино, Таваняско, Траверсела, Вал ди Ши, Валкиуза, Вестиниè, Видрако, Виске, Вистрорио
  - Зона 10 Район Кивасо: 24 общини: Брандицо, Броцоло, Брузаско, Калузо, Казалброгоне, Кастанието По, Кастильоне Торинезе, Каваньоло, Кивасо, Чинцано, Фолицо, Гасино Торинезе, Лауриано, Мацè, Монтанаро, Монтеу да По, Ривалба, Рондисоне, Сан Рафаеле Чимена, Сан Себастиано да По, Тораца Пиемонте, Вероленго, Веруа Савоя, Вилареджа
  - Зона 11 Район Киери-Карманьола: 22 общини: Андедзено, Ариряно, Балдисеро Торинезе, Камбиано, Карманьола, Киери, Изолабела, Ломбриаско, Марентино, Момбело ди Торино, Монталдо Торинезе, Мориондо Торинезе, Озазио, Павароло, Печето Торинезе, Пино Торинезе, Пойрино, Пралормо, Рива пресо Киери, Сантена, Шолце, Виластелоне

### Общини на Метрополен град Торино
- Торино, с най-голямо население и най-гъсто населена община
- Авиляна
- Адзельо
- Айраска
- Ала ди Стура
- Албиано д'Ивреа
- Алие
- Алмезе
- Алпете
- Алпиняно
- Ангроня
- Андедзено
- Андрате
- Ариняно
- Байро
- Баланджеро
- Балдисеро Канавезе
- Балдисеро Торинезе
- Балме
- Банкете, с най-малка площ
- Барбания
- Бардонекия
- Бароне Канавезе
- Бейнаско
- Бибиана
- Бобио Пеличе
- Боленго
- Боргаро Торинезе
- Боргомазино
- Боргоне Суза
- Боргофранко д'Ивреа
- Борджало
- Босконеро
- Брандицо
- Брикеразио
- Бродзоло
- Бросо
- Брудзоло
- Брузаско
- Бруино
- Бузано
- Буриаско
- Буроло
- Бусолено
- Бутилиера Алта
- Вайе
- Вал дела Торе
- Валджойе
- Вал ди Ши
- Валкиуза
- Вало Торинезе
- Валперга
- Валпрато Соана
- Варизела
- Вауда Канавезе
- Венария Реале
- Венаус
- Вероленго, с най-ниска надморска височина
- Веруа Савоя
- Вестиние
- Виалфре
- Вигоне
- Видрако
- Виланова Канавезе
- Вилар Дора
- Вилар Пеличе
- Вилар Пероза
- Вилар Фокиардо
- Виларбасе
- Вилареджа
- Виластелоне
- Вилафранка Пиемонте
- Виново
- Вирле Пиемонте
- Виске
- Вистрорио
- Виу
- Волвера
- Волпиано
- Гарциляна
- Гасино Торинезе
- Гравере
- Гроскавало
- Гросо
- Груляско
- Джавено
- Джальоне
- Джерманяно
- Дживолето
- Друенто
- Ексилес
- Ивреа
- Изолабела
- Инверсо Пинаска
- Ингрия
- Исильо
- Каваньоло
- Кавур
- Казалборгоне
- Казелете
- Казеле Торинезе
- Калузо
- Камбиано
- Кампильоне-Фениле
- Кандиоло
- Кандия Канавезе
- Канискио
- Канталупа
- Кантойра
- Каприе
- Каравино
- Карема
- Кариняно
- Карманьола
- Кастанието По
- Кастаньоле Пиемонте
- Кастеламонте
- Кастелнуово Нигра
- Кастильоне Торинезе
- Кафасе
- Кашинете д'Ивреа
- Киаверано
- Киаламберто
- Кианоко
- Кивасо
- Киезануова
- Киери
- Киомонте
- Киуза ди Сан Микеле
- Клавиере
- Коасоло Торинезе
- Коаце
- Коленьо
- Колерето Кастелнуово
- Колерето Джакоза
- Кондове
- Корио
- Косано Канавезе
- Куалюцо
- Куасоло
- Куинчинето
- Кумиана
- Куорне
- Кучельо
- Ла Каса
- Ла Лоджа
- Ланцо Торинезе
- Лауриано
- Левоне
- Леини
- Лемие
- Лесоло
- Локана, с най-голяма площ
- Ломбардоре
- Ломбриаско
- Лоранце
- Лузерна Сан Джовани
- Лузернета
- Лузилие
- Мальоне
- Мапано
- Марентино
- Масело
- Мати
- Матие
- Маце
- Мачело
- Меана ди Суза
- Медзениле
- Мерченаско
- Момбело ди Торино
- Момпантеро
- Монастеро ди Ланцо
- Монкалиери
- Монталдо Торинезе
- Монталенге
- Монталто Дора
- Монтанаро
- Монтеу да По
- Монченизио, с най-малко население
- Мориондо Торинезе
- Никелино
- Ноаска
- Новалеза
- Ноле
- Номальо
- Ноне
- Одзеня
- Озазио
- Озаско
- Олянико
- Орбасано
- Орио Канавезе
- Павароло
- Павоне Канавезе
- Палацо Канавезе
- Панкалиери
- Парела
- Переро
- Пероза Арджентина
- Пероза Канавезе
- Пертузио
- Песинето
- Печето Торинезе
- Пианеца
- Пивероне
- Пинаска
- Пинероло
- Пино Торинезе
- Пиобези Торинезе
- Пиосаско
- Пишина
- Пойрино
- Помарето
- Понт Канавезе
- Порте
- Праджелато
- Прали
- Пралормо
- Прамоло
- Праростино
- Праскорсано
- Пратильоне
- Реано
- Рибордоне, с най-малка гъстота на населението
- Рива пресо Киери
- Ривалба
- Ривалта ди Торино
- Ривара
- Ривароло Канавезе
- Ривароса
- Риволи
- Робасомеро
- Рока Канавезе
- Ролето
- Романо Канавезе
- Рондисоне
- Ронко Канавезе
- Рора
- Роста
- Рубиана
- Руельо
- Руре
- Саласа
- Салбертранд
- Салерано Канавезе
- Салца ди Пинероло
- Самоне
- Сан Бениньо Канавезе
- Сан Дидеро
- Сан Джермано Кизоне
- Сан Джилио
- Сан Джорджо Канавезе
- Сан Джорио ди Суза
- Сан Джусто Канавезе
- Сан Карло Канавезе
- Сан Коломбано Белмонте
- Сан Мартино Канавезе
- Сан Маурицио Канавезе
- Сан Мауро Торинезе
- Сан Пиетро Вал Лемина
- Сан Понсо
- Сан Рафаеле Чимена
- Сан Себастиано да По
- Сан Секондо ди Пинероло
- Сан Франческо ал Кампо
- Сангано
- Сант'Амброджо ди Торино
- Сант'Антонино ди Суза
- Сантена
- Саузе д'Улкс
- Саузе ди Чезана
- Сестриере, с най-висока надморска височина
- Сетимо Витоне
- Сетимо Ротаро
- Сетимо Торинезе
- Скаленге
- Скарманьо
- Спароне
- Страмбинело
- Страмбино
- Суза
- Таваняско
- Тораца Пиемонте
- Торе Канавезе
- Торе Пеличе
- Траверсела
- Травес
- Трана
- Трофарело
- Улкс
- Усельо
- Усо
- Фаврия
- Фелето
- Фенестреле
- Фиано
- Фиорано Канавезе
- Фолицо
- Форно Канавезе
- Фрасинето
- Фронт
- Фросаско
- Чезана Торинезе
- Черес
- Черезоле Реале
- Черченаско
- Чиконио
- Чинтано
- Чинцано
- Чирие
- Шолце

## Общински обединения
През 2012 г. регион Пиемонт започва процес на реорганизация на местните власти със специално внимание към въпроса за асоциираното управление на основните функции на общините. В този контекст е одобрена Хартата на асоциативните форми на Пиемонт.

### Планински съюзи
Планинските съюзи (на итал. Unoni Montane) заместват Планинските общности. Те са създадени за защита и насърчаване на развитието на планината, както и за изпълнение в свързана форма на общинските функции и услуги. В тази връзка през 2014 г. регион Пиемонт приема „Закон за планината“ (Legge sulla montagna).
Общините, класифицирани като планински (или частично планински), с по-малко от 3000 жители, принадлежат към Планинските съюзи. Освен това непланинските общини, които са били част от планинските общности, също могат да бъдат част от тези съюзи.
Към 13 октомври 2022 г. 93 съюза, от които 54 планински съюза и 39 общински съюза.
| Наименование на български             | Наименование на италиански                                      | Общини |
| ------------------------------------- | --------------------------------------------------------------- | --- |
| Грайски Алпи                          | Alpi Graie                                                      | Виу, Гроскавало, Лемие, Рубиана и Усельо |
| Горна долина на Суза                  | Alta Valle Susa                                                 | Ексилес, Бардонекия, Киомонте, Джальоне, Гравере, Меана ди Суза, Монченизио, Улкс и Салбертранд |
| Горно Канавезе                        | Alto Canavese                                                   | Форно Канавезе, Левоне, Пратильоне, Ривара и Рока Канавезе |
| Олимпийски общини – Вия Латеа         | Comuni Olimpici – Via Lattea                                    | Чезана Торинезе, Клавиере, Праджелато, Саузе ди Чезана, Саузе д'Улкс и Сестриере |
| Дора Балтеа                           | Dora Baltea Архив на оригинала от 2020-01-18 в Wayback Machine. | Куинчинето, Куасоло и Таваняско |
| Гран Парадизо                         | Gran Paradiso                                                   | Локана, Алпете, Рибордоне и Спароне |
| Момбароне                             | Mombarone Архив на оригинала от 2020-04-01 в Wayback Machine.   | Сетимо Витоне, Андрате, Карема и Номальо |
| Област Пинероло                       | Pinerolese                                                      | Торе Пеличе, Ангроня, Бибиана, Бобио Пеличе, Брикеразио, Лузерна Сан Джовани, Лузернета, Праростино, Ролето, Рора, Сан Пиетро Вал Лемина, Сан Секондо ди Пинероло и Вилар Пеличе                                                                                         |
| Долина Киузела                        | Val Chiusella                                                   | Исильо, Вал ди Ши и Валкиуза |
| Долина Галенка                        | Val Gallenca                                                    | Праскорсано, Канискио, Пертузио, Сан Коломбано Белмонте и Валперга |
| Свещена долина                        | Valle Sacra                                                     | Борджало, Кастеламонте, Кастелнуово Нигра, Киезануова, Чинтано и Колерето Кастелнуово |
| Долина на Суза                        | Valle Susa                                                      | Бусолено, Алмезе, Авиляна, Боргоне Суза, Брудзоло, Каприе, Казелете, Кианоко, Киуза ди Сан Микеле, Кондове, Матие, Момпантеро, Новалеза, Сан Дидеро, Сан Джорио ди Суза, Сант'Амброджо ди Торино, Сант'Антонино ди Суза, Суза, Вайе, Венаус, Вилар Дора и Вилар Фокиардо |
| Долини на Кизоне и Джерманаска        | Valli Chisone e Germanasca                                      | Пероза Арджентина, Фенестреле, Инверсо Пинаска, Масело, Переро, Пинаска, Помарето, Порте, Прали, Прамоло, Руре, Салца ди Пинероло, Сан Джермано Кизоне и Вилар Пероза |
| Долини на Ланцо, Черонда и Кастерноне | Valli di Lanzo, Ceronda e Casternone                            | Черес, Ала ди Стура, Баланджеро, Балме, Кафасе, Кантойра, Киаламберто, Коасоло Торинезе, Корио, Фиано, Джерманяно, Дживолето, Ла Каса, Ланцо Торинезе, Медзениле, Монастеро ди Ланцо, Песинето, Травес, Вал дела Торе, Вало Торинезе и Варизела                          |
| Долини на Орко и на Соана             | Valli Orco e Soana                                              | Понт Канавезе, Черезоле Реале, Фрасинето, Ингрия, Ноаска, Ронко Канавезе и Валпрато Соана |
| Долина на Сангоне                     | Valsangone                                                      | Джавено, Коаце, Реано, Сангано, Трана и Валджойе |

### Други общински съюзи
Тук влизат съюзи на общини, разположени в хълмисти или равнинни територии с по-малко от 3000 жители (за хълмистите райони) или 5000 жители (за равнинните райони), които управляват общинските си функции и услуги съвместно. Процесът на създаване на Съюзите на общини на територията на Метрополен град Торино все още тече, така че се очаква броят им да расте.
| Наименование на български                               | Наименование на италиански                                                                                    | Общини |
| ------------------------------------------------------- | --- | --- |
| Айраска – Буриаско – Скаленге                           | Airasca – Buriasco – Scalenghe                                                                                | Айраска, Буриаско и Скаленге                                                                                   |
| Област на Чирие и част от Долно Канавезе                | Ciriacese e del Basso Canavese                                                                                | Чирие, Ноле, Робасомеро, Сан Карло Канавезе, Сан Франческо ал Кампо и Сан Маурицио Канавезе                    |
| Хълмиста общност на Сера                                | Comunità collinare della Serra                                                                                | Боленго, Албиано д'Ивреа, Буроло и Киаверано                                                                   |
| Хълмиста общност „Около езерото“                        | Comunità collinare intorno al Lago Архив на оригинала от 2020-10-28 в Wayback Machine.                        | Боргомазино, Косано Канавезе, Мальоне, Вестиние и Вивероне (пров. Биела)                                       |
| Хълмиста общност „Малък моренов амфитеатър на Канавезе“ | Comunità collinare Piccolo Anfiteatro Morenico Canavesano Архив на оригинала от 2020-01-18 в Wayback Machine. | Страмбино, Мерченаско, Романо Канавезе и Скарманьо                                                             |
| Общински съюз „Езеро и хълм“                            | Lago e Collina                                                                                                | Ариняно, Момбело ди Торино, Монталдо Торинезе и Монкуко Торинезе (пров. Асти)                                  |
| Челна морена на Канавезе                                | Morena frontale Canavesana                                                                                    | Орио Канавезе, Бароне Канавезе, Кандия Канавезе, Монталенге и Виске                                            |
| Общински съюз „Земи на Киузела“                         | Terre del Chiusella                                                                                           | Парела, Колерето Джакоза, Куалюцо и Страмбинело                                                                |
| Хълмиста общност на Канавезе                            | Unione collinare Canavesana                                                                                   | Барбания, Фронт, Ривароса и Вауда Канавезе                                                                     |
| Общинско сдружение на Монкалиери, Трофарело и Ла Лоджа  | Unione dei comuni di Moncalieri, Trofarello, La Loggia                                                        | Монкалиери, Трофарело и Ла Лоджа                                                                               |
| Общинско сдружение „Североизточно от Торино“            | Unione dei comuni Nord Est Torino                                                                             | Боргаро Торинезе, Казеле Торинезе, Леини, Сан Бениньо Канавезе, Сан Мауро Торинезе, Сетимо Торинезе и Волпиано |

## Транспорт и инфраструктура

### Пътища

#### Автомагистрали (A)
- A4 Торино-Систияна: от началната му точка в Торино (бул. Джулио Чезаре) до бариерата на Рондисоне;
- A5 Торино-Монблан: от началната му точка в Торино до Куинчинето;
- A6 Торино-Савона: от началната му точка в Торино (бул. Унитà д'Италия) до Карманьола;
- A21 Торино-Бреша: от началната му точка в Торино до Сантена;
- A32 Торино-Фрежюс: изцяло в Метрополен град Торино;
- A55 Торински околовръстни пътища: това е системата на околовръстния път на Торино, състояща се от северния околовръстен път, южния околовръстен път и пътя Торино-Пинероло;
- Тунел Фрежюс: входът му от италианска страна е близо до Бардонекия;
- Ивреа-Сантия: магистрално разклонение, свързващо Торино-Милано с Торино-Аоста
- RA 10 Торино-Казеле: Магистрален възел за летище Торино Казеле.

#### Първостепенни междуградски пътища (SS)
- Главен междуградски път SS 24 на Монджиневро: от Суза до държавната граница близо до Клавиере;
- Главен междуградски път SS 25 на Монченизио: от Торино до държавната граница близо до Монченизио (по цялото протежение);
- Главен междуградски път SS 26 на Вале д'Аоста: от Кивасо до регионалната граница с Вале д'Аоста (целия регионален участък);
- Главен междуградски път SS 335 на Бардонекия: от Улкс до Бардонекия (по цялото протежение);
- Главен междуградски път SS 335 посока Бардонекия: от връзка с главен междугр. път SS 24 при Улкс до връзка с Главен междугр. път SS 335 при Улкс (по цялото протежение).

#### SP 1 – SP 99
- SP 1 на Вали ди Ланцо
- SP 2 на Джерманяно
- SP 3 на Чеброза
- SP 4 на Балдисеро
- SP 5 на Пино
- SP 6 на Пинероло
- SP 7 на Груляско
- SP 8 на Друенто
- SP 9 на Алтесано
- SP 710 на Казеле[15]
- SP 711 на Виларето[15]
- SP 12 на Форначино
- SP 13 на Фронт
- SP 14 на Черета Инфериоре
- SP 15 на Черета Супериоре
- SP 16 на Сан Маурицио
- SP 17 на Леини
- SP 18 на Робасомеро
- SP 19 на Седиме
- SP 720 на Кампо Еспериенце[15]
- SP 21 на Сан Карло
- SP 22 на коле Форкола
- SP 723 на Ривара[15]
- SP 724 на Виланова[15]
- SP 25 на Грандже ди Ноле
- SP 26 на Амиантифера
- SP 27 на Баланджеро
- SP 728 на подселище Сан Пиетро[15]
- SP 729 на Овиля[15]
- SP 30 на Сант'Иняцио
- SP 31 на Монастеро
- SP 32 на Вале ди Виу
- SP 33 на Вал Гранда
- SP 34 на Рока Канавезе
- SP 35 на Фаврия
- SP 36 на Саласа
- SP 37 на Паскуаро
- SP 38 на Арджентера
- SP 39 на Ривароса
- SP 40 на Сан Джусто
- SP 41 на Алие
- SP 42 на Светилище на Белмонте
- SP 43 на Канискио
- SP 44 на Алпете
- SP 45 на Вале Сакра
- SP 46 на Фрасинето
- SP 47 на Вал Соана
- SP 48 на Пиампрато
- SP 49 на Рибордоне
- SP 50 на коле дел Ниволет
- SP 51 на Чиконио
- SP 52 на Одзеня
- SP 53 на Сан Джорджо Канавезе
- SP 54 на Кучельо
- SP 55 на Виалфре
- SP 56 на Страмбино
- SP 57 на Торе Канавезе
- SP 58 на Педаджо
- SP 59 на Кастелнуово Нигра
- SP 60 на Вила Кастелнуово
- SP 61 на Исильо
- SP 62 на Страмбинело
- SP 63 на Колерето Джакоза
- SP 64 на Валкиузела
- SP 65 на Луняко
- SP 66 на Вико Канавезе
- SP 67 на Салерано
- SP 68 на Аличе
- SP 69 на Куинчинето
- SP 70 на Куасоло
- SP 71 на Араменго
- SP 72 на Номальо
- SP 73 на Сера
- SP 74 на Киаверано
- SP 75 на лаги Мореничи (Моренови езера)
- SP 76 на Буроло
- SP 77 на Павоне
- SP 78 на Вестиние
- SP 79 на Адзельо
- SP 80 на Каравино
- SP 81 на Маце
- SP 82 на Монталенге
- SP 83 на Вийат
- SP 84 на Лаго ди Кандия
- SP 85 на Калузо
- SP 86 на Вало
- SP 87 на Босконеро
- SP 88 на Вилареджа
- SP 89 на Тораца Пиемонте
- SP 90 на Рондисоне
- SP 91 на Боскето
- SP 92 на Кастильоне
- SP 93 на Сан Мауро
- SP 94 на Сан Себастиано
- SP 95 на Вероленго
- SP 96 на Риводора
- SP 97 на Чинцано
- SP 98 на Марентино
- SP 99 на Сан Рафаеле Чимена

#### SP 100 – SP 199
- SP 100 на Мориондо
- SP 101 на Казалборгоне
- SP 102 на Берцано
- SP 103 на Кастанието
- SP 104 на Лауриано
- SP 105 на Монтеу
- SP 106 на Скаларо
- SP 107 на Брузаско
- SP 108 на Каваньоло
- SP 109 на Бродзоло
- SP 110 на Маркоренго
- SP 111 на Сулпиано
- SP 112 на Веруа
- SP 113 на Пиай
- SP 114 на Суперга
- SP 115 на Вале Чепи
- SP 116 на Сан Куирико
- SP 117 на Кордова
- SP 118 di Шолце
- SP 119 di Мориондо
- SP 120 di Рива ди Киери
- SP 121 di Ариняно
- SP 122 di Киери
- SP 123 di Сан Феличе
- SP 124 на Печето
- SP 125 на Ревиляско
- SP 126 на Санта Бриджида
- SP 127 на гробището на Венаус
- SP 128 на Песионе
- SP 129 на Карманьола
- SP 130 на Фавари
- SP 131 di Изолабела
- SP 132 di Тернавасо
- SP 133 della подселище Кавало
- SP 134 di Пралормо
- SP 135 di Казануова
- SP 136 delle Дуе Провинче
- SP 137 нар. Страда Реале (Кралски път)
- SP 138 на Вирле
- SP 139 на Вилафранка
- SP 140 на Ноне
- SP 141 на Кастаньоле Пиемонте
- SP 142 на Пиобези
- SP 143 на Виново
- SP 144 на Санта Мария
- SP 145 на Ла Лоджа
- SP 146 на Виото
- SP 147 на Ойтана
- SP 148 на Вигоне
- SP 149 на Панкалиери или на Панкалиери-Фауле
- SP 150 на Мадона дели Орти
- SP 151 на Кампильоне-Фениле
- SP 152 на Дзукеа
- SP 153 на Бабано
- SP 154 на Кавур (Бардже)
- SP 155 н Кавур (Баньоло
- SP 156 на Лузернета
- SP 157 на Бибиана
- SP 158 на Гарциляна
- SP 159 на Мачело
- SP 160 на Муризенги
- SP 161 на Вал Пеличе
- SP 162 на Рора
- SP 163 на Ангроня
- SP 164 на Сан Секондо
- SP 165 на Праростино
- SP 166 на Вал Кизоне
- SP 167 на Вал Лемина
- SP 168 на Сан Джермано Кизоне
- SP 169 на Вал Джерманаска
- SP 170 на Масело
- SP 171 на Усо
- SP 172 на Коле деле Финестре
- SP 173 на Коле дел'Асиета
- SP 174 на Боргарето
- SP 175 на Дойроне
- SP 176 на Савонера
- SP 177 на Валделаторе
- SP 178 на Алпиняно
- SP 179 на Пианеца
- SP 180 на Корнети Супериоре
- SP 181 на Казелете
- SP 182 на Варизела
- SP 183 на Бруино
- SP 184 на Виларбасе
- SP 185 на Бутилиера Алта
- SP 186 на Роста
- SP 187 на Джавено
- SP 188 на Коле Брайда
- SP 189 на Селваджо
- SP 190 на Коаце
- SP 191 на Мадалена
- SP 192 на Форно
- SP 193 на Колета
- SP 194 на Фросаско
- SP 195 на Ролето
- SP 196 на Пишина
- SP 197 на Коле дел Лис
- SP 198 на Вилар Дора
- SP 199 на Новарето

#### SP 200 – SP 299
- SP 200 на Кондове
- SP 201 на Вайе
- SP 202 на Виларфокиардо
- SP 203 на Боргоне
- SP 204 на Сан Дидеро
- SP 205 на Брудзоло
- SP 206 на Сан Джорио
- SP 207 на Матие
- SP 208 на Форесто
- SP 209 на Момпантеро
- SP 210 на Венаус
- SP 211 на Джальоне
- SP 212 на Монченизио
- SP 213 на Ексилес
- SP 214 на Саузе д'Улкс
- SP 215 на Сестриере
- SP 216 на Меледзет
- SP 217 на Бароне
- SP 218 на Монастероло
- SP 219 на Медзениле
- SP 220 на Брандицо
- SP 221 на Андрате
- SP 222 на Кастеламонте
- SP 223 на Санта Кристина
- SP 224 на Павароло
- SP 225 на Урбиано
- SP 226 на Кашина Рубиана
- SP 227 на Провонда
- SP 228 на подселище Боски
- SP 229 на Верна
- SP 230 на подселище Ривера
- SP 231 на подселище Челз
- SP 232 на Deveyes
- SP 233 на Ramat
- SP 234 на Болар
- SP 235 на Рошмол
- SP 236 на Стационе Алпина (Алпийска станция)
- SP 237 на подселище Шамбон
- SP 238 на Милаурес
- SP 239 на Вила Кристина
- SP 240 на Фиано
- SP 241 на Пинте дели Алпини
- SP 242 на Боргата Темпо
- SP 243 на Вауда Инфериоре
- SP 244 на Боргата Борели
- SP 245 на Гарата на Песинето
- SP 246 на Creus
- SP 247 на Казе Левра
- SP 248 на Пиано Ауди
- SP 249 на Пунието
- SP 250 на Катели
- SP 251 на подселище Канова
- SP 252 на Вилар
- SP 253 на Корнети
- SP 254 на Пиан дел Фре
- SP 255 на Вал Клареа
- SP 256 на Рифуджо Леви
- SP 257 на Сан Бернардо
- SP 258 на Индрито
- SP 259 на Киабрано
- SP 260 на Родорето
- SP 261 на Фаето
- SP 262 на Побия
- SP 263 на Пивероне
- SP 264 на Мазино
- SP 265 на Кампо
- SP 266 на Салто
- SP 267 на Ломбардоре
- SP 268 на Труко
- SP 500 на Колина Торинезе
- SP 501 на Реджа

### ЖП линии

#### ЖП мрежа на Метрополен град Торино (Servizio ferroviario metropolitano di Torino)
Услугата съществува от 9 декември 2012 г. и се състои от 8 линии (1, 2, А, 3, 4, B, 6 и 7), управлявани от Трениталия (Trenitalia) и Торинезе Траспорти Груп (Torinese Trasporti Group). Има ок. 500 км пробег, 365 влака в работен ден и 93 свързани станции, от които 8 са Торински гари. SFM предлага връзка между различните райони около Торино, Кунео и Асти, което позволява редовните връзки между регионалните влакове на Пиемонт, междуселищните и високоскоростните влакове, трамвайната мрежа на Торино и градските автобусни линии с междуградските автобуси и Торинското метро.

#### ЖП гари
Метрополен град Торино разполага с добре развита ЖП мрежа. Най-голямата ЖП гара се намира в Торино – Торино Порта Нуова (Stazione di Torino Porta Nuova), една от най-големите жп гари в Италия, с 20 перона. През нея преминават жп линиите Торино-Милано, Торино-Генуа / Алесандрия-Пиаченца, Торино-Фосано-Савона / Фосано-Кунео-/Кунео-Лимоне-Вентимилия и ЖП линия 3 (SFM3) на Метрополен град Торино Торино-Бардонекия, както и международните влакове.

### Летища
Към декември 2019 г. в Метрополен град Торино има едно действащо международно летище – Торино Казеле (Aeroporto di Torino Caselle), на 16 км от град Торино. Линия sfmA го свързва с гара Дора GTT в Торино за 19 мин., от където автобусната линия Дора експрес (Dora Express) свързва пътниците с ЖП гара Торино Порта Суза за 15 мин.